# Pedacovirus
Pedacovirus je podrod virusa iz roda Alphacoronavirus.